# Achada Grande (Boaventura)
Achada Grande é um sítio povoado da freguesia da Boaventura, Município de São Vicente, Ilha da Madeira.